# Grandes caninos

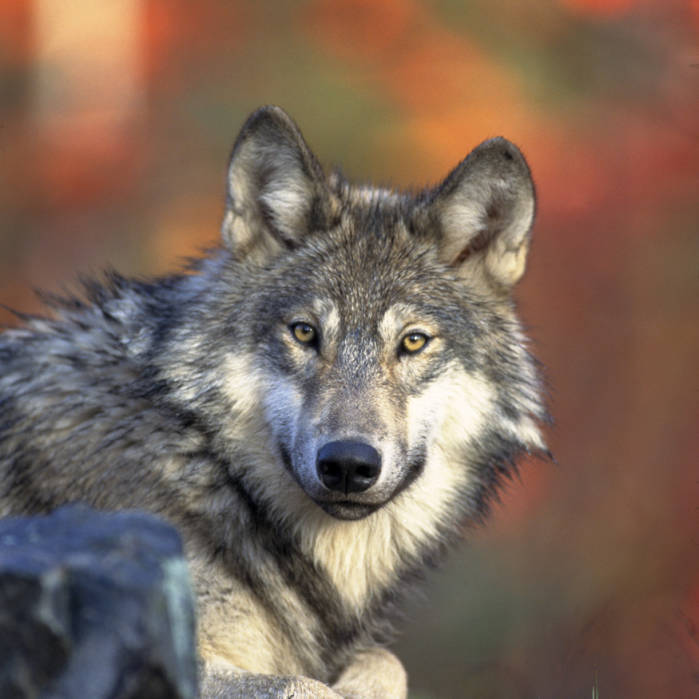
Lobo-cinza, a maior espécie viva da família Canidae.

Os Grandes Caninos (grandes cães) são um termo relacionado a específicos canídeos de tamanho médio a grande e que uivam, todos são do gênero Canis, por sua vez, o gênero base da família.
O termo não inclui grandes raças de cães-domésticos, por serem consideradas como uma subespécie do lobo-cinzento, mas incluem mabecos, dholes e o lobo-guará quando se trata de termos de tamanho.

## Exemplares

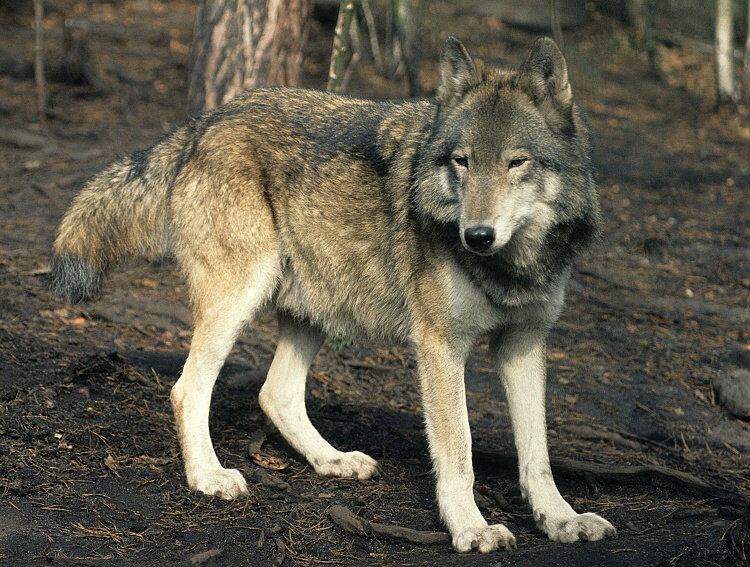
Lobo-cinzento.

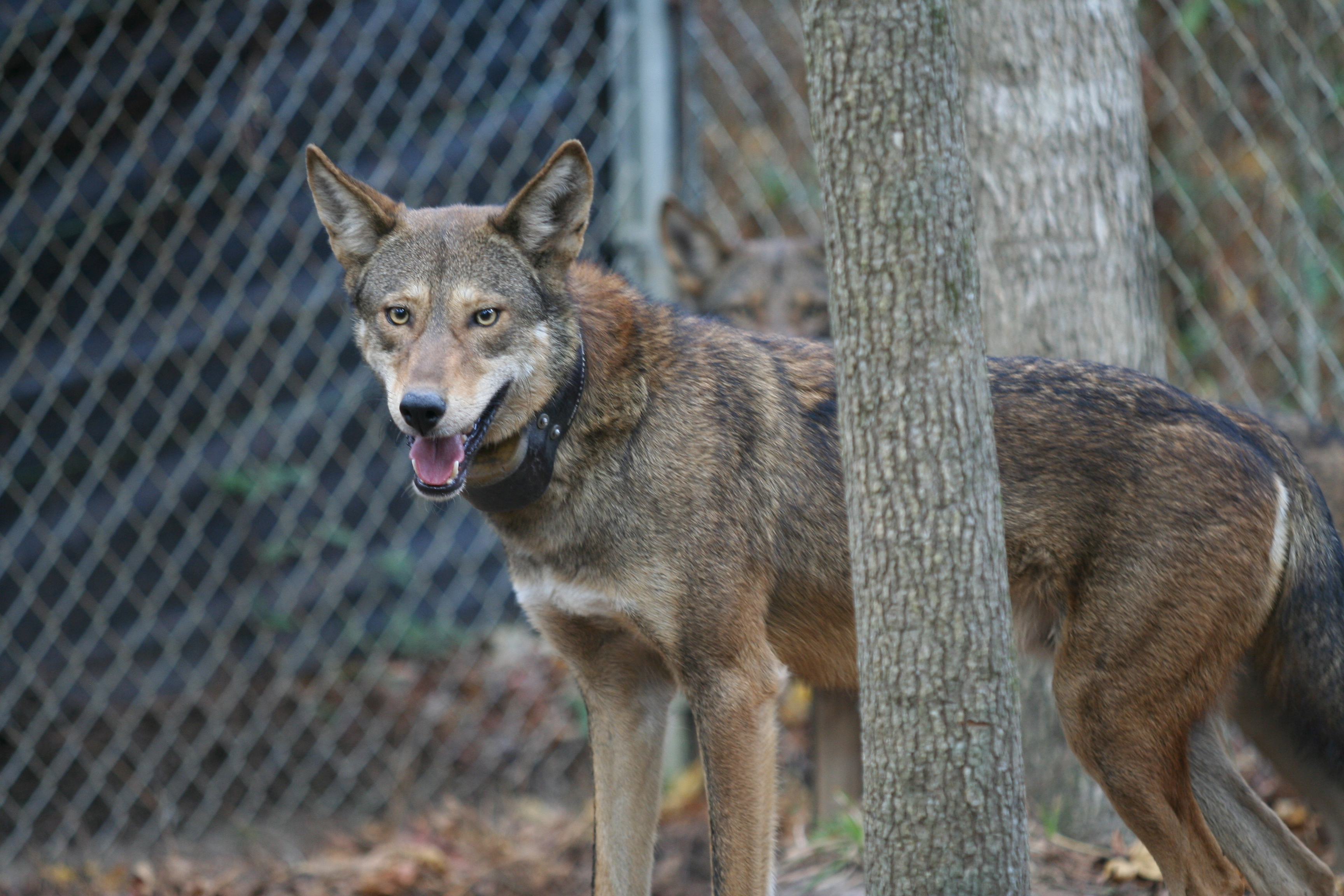
Lobo-vermelho.

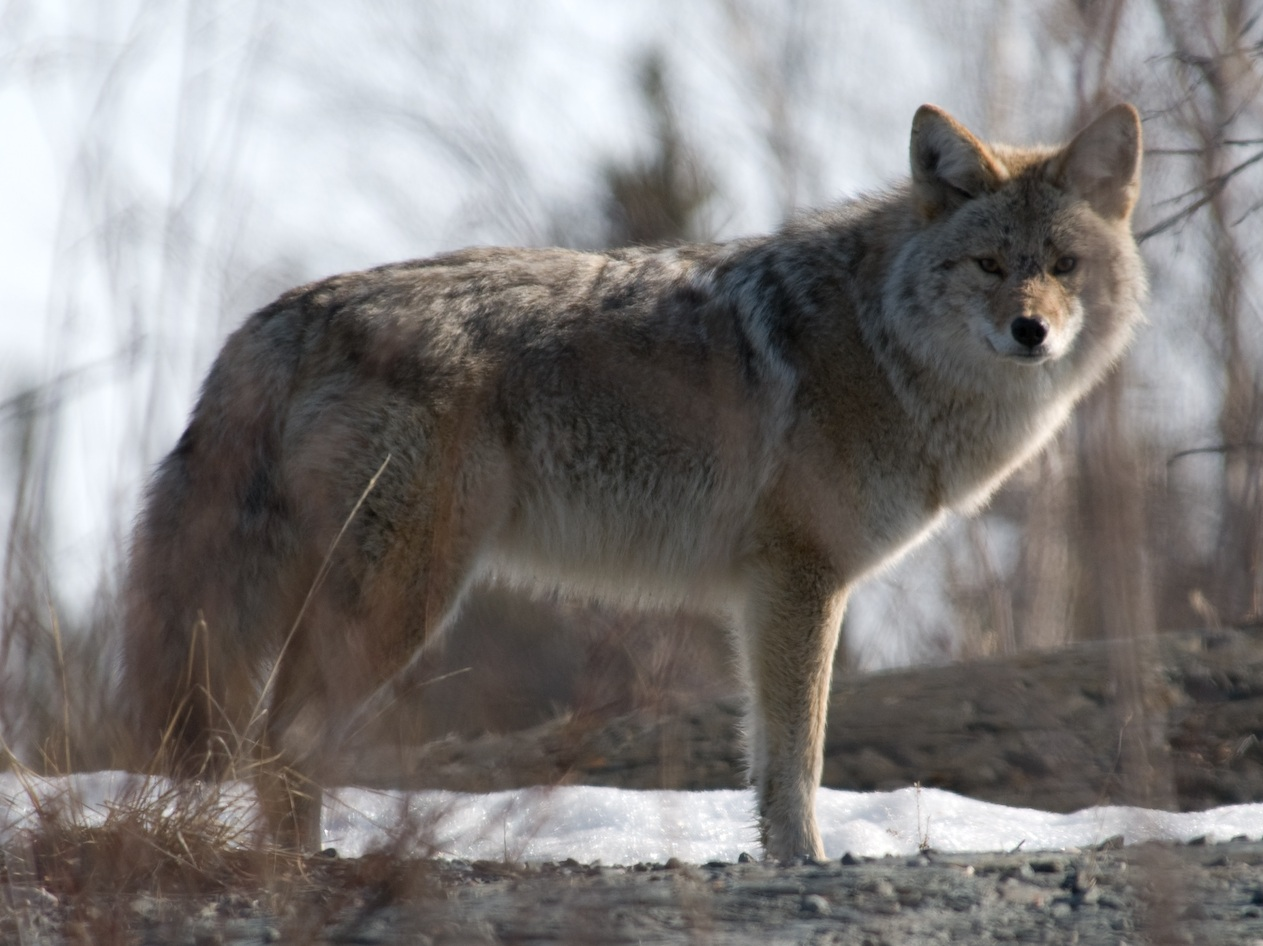
Coiote.

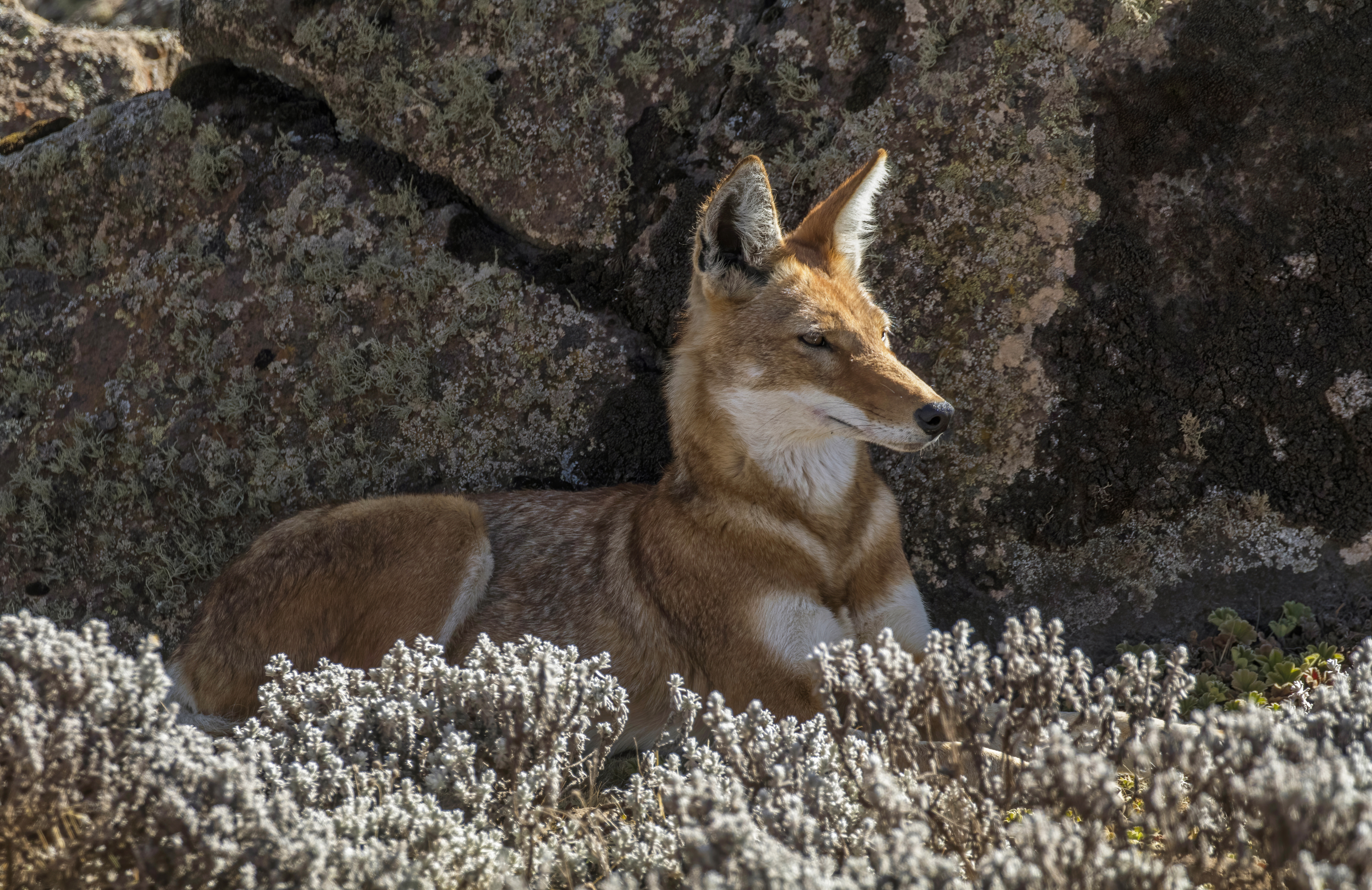
Lobo-etíope.

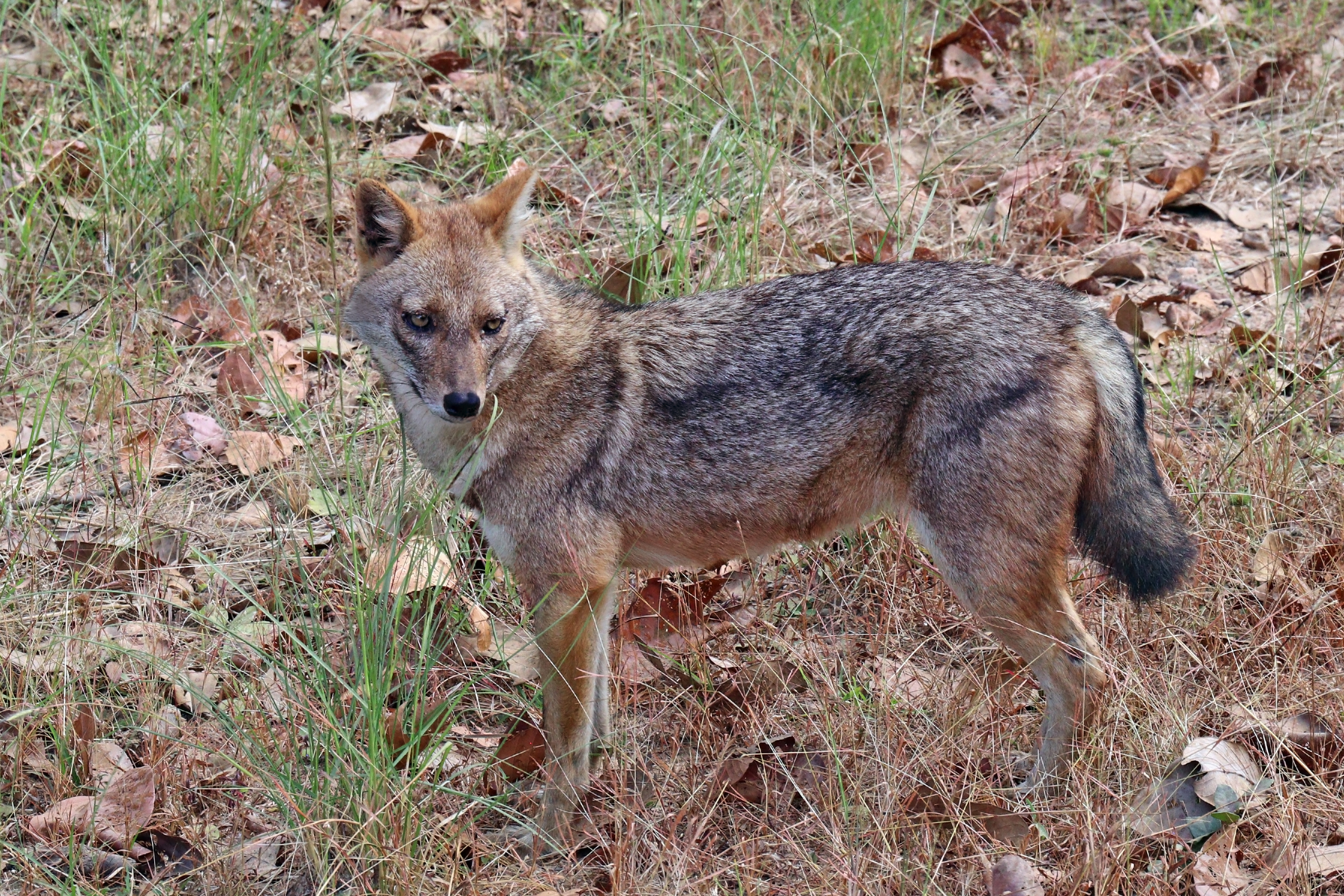
Chacal-dourado.

Os 5 canídeos são :

## Canídeos inválidos
O termo exclui os outros canídeos que não são pertencentes do gênero Canis estes incluem gêneros como: 
- Vulpes (raposas-verdadeiras)
- Lycalopex (falsas-raposas)
- Lupulella (Chacais)
- Lycaon (mabeco), incluindo este quando o termo abrange tamanho.
- Cuon (Dhole), as vezes incluído no termo de tamanho.
- Chrysocyon (Lobo-guará), incluído em termo de tamanho.
- Speothos (Cachorro-vinagre)

### Espécies debatíveis
- Canis lycaon, ainda não consolidado como espécie própria.
- Canis rufus, também não consolidado como espécie própria.